# Jon Oliva
Jon Oliva (ur. 22 lipca 1960 w Nowym Jorku) – amerykański muzyk, kompozytor i wokalista. W 1978 roku wraz ze swoim bratem Crissem założył zespół heavymetalowy Savatage. Od 1993 roku Oliva komponuje w ramach projektu Trans-Siberian Orchestra. Od 2003 tworzy własny projekt pod nazwą Jon Oliva's Pain.

## Wybrana dyskografia
Albumy solowe
- Raise The Curtain (2013)[5]

Inne
- Circle II Circle – Watching in Silence (2003, gościnnie śpiew i keyboard)[6]
- Dawn of Destiny – F.E.A.R. (2014, gościnnie śpiew)[7]
- Rough Silk – Symphony of Life (2001, gościnnie śpiew)[8]
- Seven Witches – Xiled to Infinity and One (2002, gościnnie śpiew)[9]
- Soulspell – The Labyrinth of Truths (2010, gościnnie śpiew)[10]
- Dreamtone & Iris Mavraki's Neverland – Ophidia (2010, gościnnie śpiew)[11]
- Avantasia – Angel of Babylon (2010, gościnnie śpiew)[12]
- Kamelot – Poetry for the Poisoned (2010, gościnnie śpiew)[13]
- Elvenking – Era (2012, gościnnie śpiew)[14]
- The Hourglass – Play the Pawn (2013, gościnnie śpiew)[15]